# Сатурналии

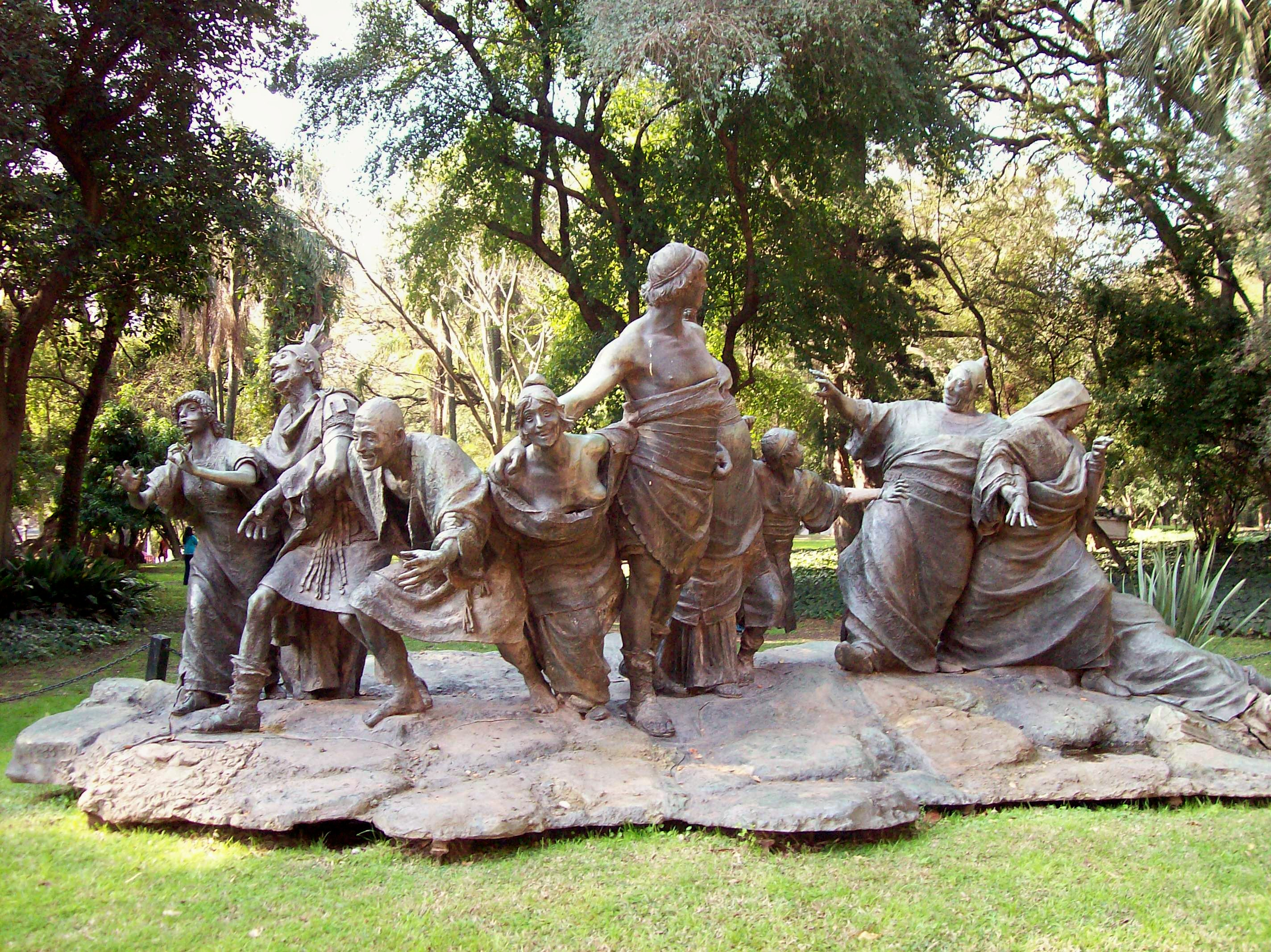
Скульптура «Сатурналия», Эрнесто Бьонди, 1899. Бронзовая копия 1909 года.

Сатурна́лии (лат. Saturnalia) — у древних римлян декабрьский праздник в честь Сатурна, с именем которого жители Лация связывали введение земледелия и первые успехи культуры. Отмечался первоначально 17 декабря, а позднее торжества были продлены до 23 декабря.

## Описание
Праздник проводился ежегодно 17 декабря — время, когда приходили к концу земледельческие работы и все стремились к отдыху и веселью в связи с окончанием жатвы. В 217 г. до н. э. он был преобразован по образцу греческих кроний, были введены лектистернии и обычай стоять с непокрытой головой во время жертвоприношения.

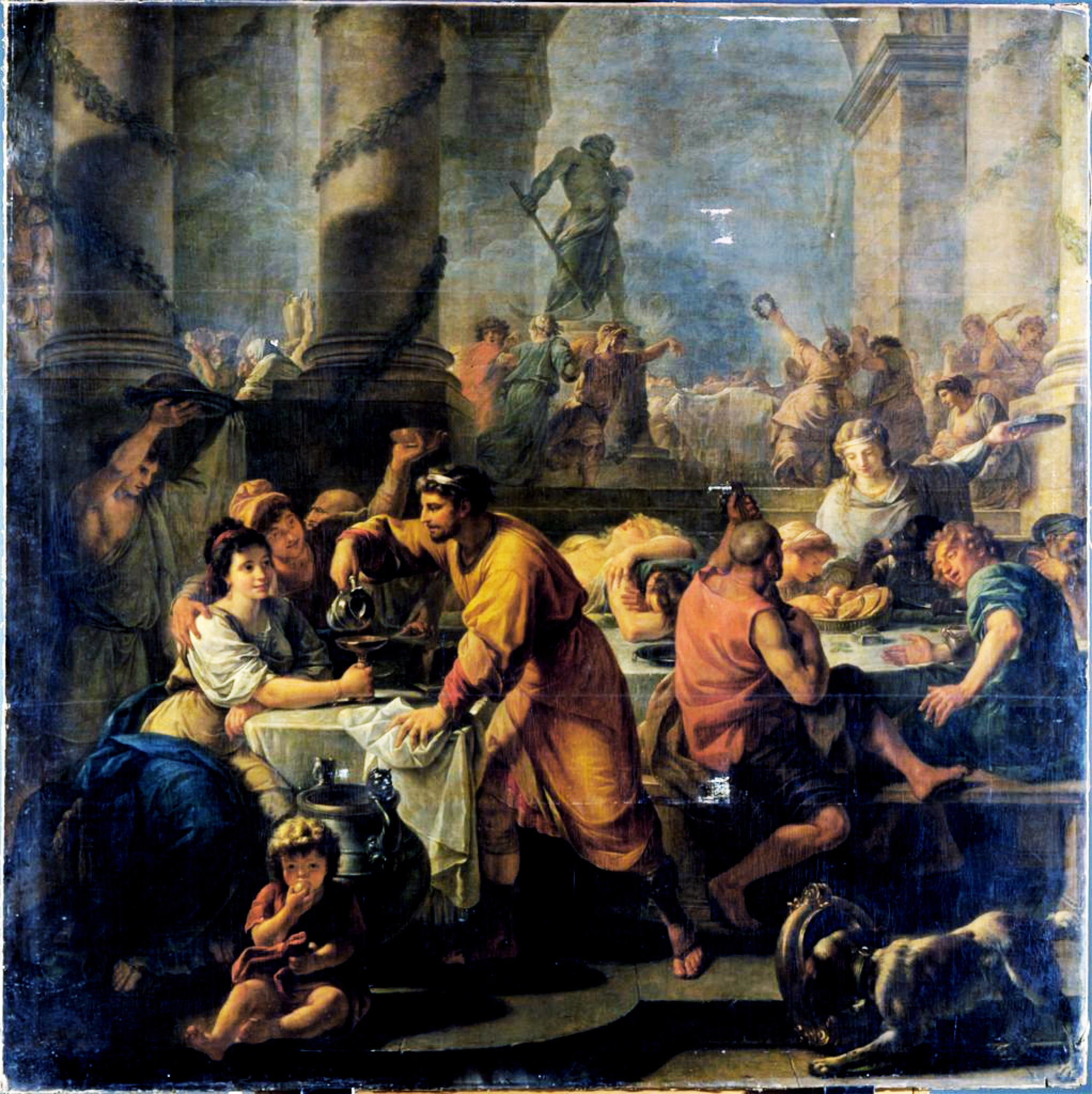
Сатурналии, 1783, Антуан-Франсуа Калле.

Во время сатурналий общественные дела приостанавливались, школьники освобождались от занятий, преступников возбранялось наказывать. Рабы получали в эти дни особые льготы: они освобождались от обычного труда, имели право носить pilleus (символ освобождения), получали разрешение есть за общим столом в одежде господ и даже принимали от последних услуги. По мнению Марквардта, праздник рабов, которые в эти дни как бы уравнивались в правах с господами в воспоминание существовавшего при Сатурне всеобщего равенства, был освящён тем же предписанием Сивиллиных книг, что и учреждение лектистерний.
Обрядовая сторона празднества имела исконно римский характер. Общественное празднество начиналось жертвоприношением перед храмом Сатурна на форуме; затем устраивалось религиозное пиршество, в котором принимали участие сенаторы и всадники, облачённые в особые одеяния. В семьях день начинался с жертвоприношения (закалывали свинью) и проходил в веселье, причём друзья и родственники обменивались подарками. Улицы были запружены народными толпами; всюду раздавались восклицания Io Saturnalia (произн. [i.oː saːtʊrˈnaːli.a]; это называлось clamare Saturnalia). Всюду царило веселье, жгли свечи, выбирали «королеву бала» и шуточного «царя сатурналий». Люди обменивались подарками, среди которых, в числе прочего, фигурировали cerei (восковые свечи) и sigillaria (сделанные из терракоты или теста фигурки). Первые служили символом того, что праздник сатурналий приходился на время зимнего солнцестояния (bruma); вторые являлись пережитком обряда жертвоприношения Сатурну. Праздничные развлечения продолжались до 5-7 дней (в заключительный период Республики — семи).
Многие антиковеды отмечают родственность Сатурналий с декабрьскими праздниками других народностей Европы, например, гуляниями в Рождественские Святки и Feast of Fools, с Йолем, Рождеством и т. п. Многое из обрядов вошло в христианские Святки.